# Sociedad Deportiva Tarazona
La Sociedad Deportiva Tarazona és un club de futbol amb seu a Tarazona, a la comunitat autònoma de l'Aragó. Fundat l'any 1969, juga a Segona Divisió RFEF - Grup 3, celebrant partits a casa al Municipal, amb una capacitat de 1.500 places.

## Història
El club va ser fundat l'any 1969 com a Club de Fútbol Eureka, passant a denominar-se Club Recreativo Cultural Eureka el 1973 i Club de Fútbol Eureka-Tarazona el 1975. L'any 1977 va canviar pel seu actual nom de Sociedad Deportiva Tarazona.
El club va ser campió de Tercera Divisió, grup 17 la temporada 2018-19.

## Temporada a temporada

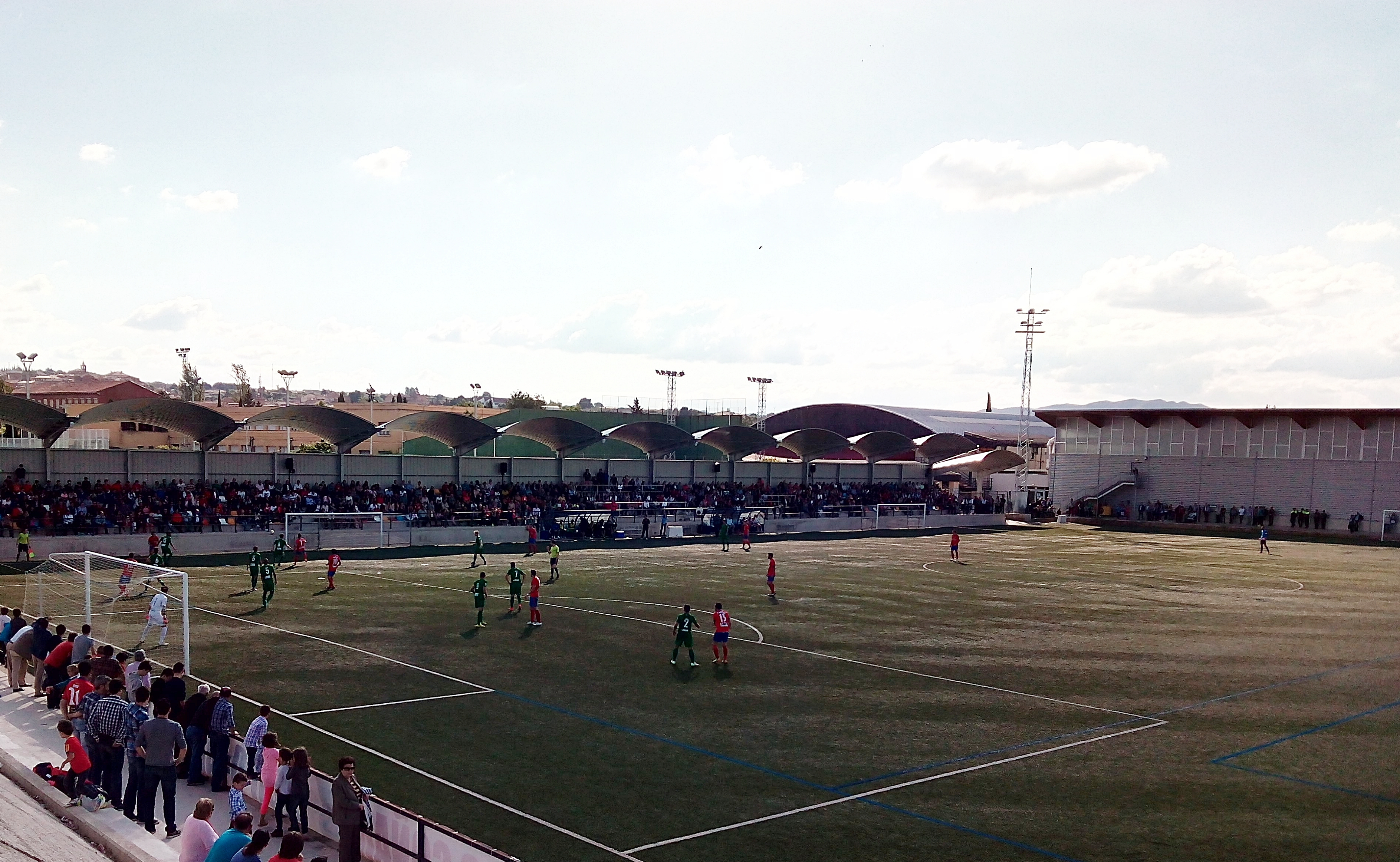
Partit de play-off de Tercera Divisió 2015 contra l'Atlètic Levante.

- Com a CRC Eureka

| Temporada | Nivell | Divisió    | Lloc | Copa del Rei |
| --------- | ------ | ---------- | ---- | ------------ |
| 1969–70   | 6      |            |      |              |
| 1970–71   | 6      |            |      |              |
| 1971–72   | 6      |            |      |              |
| 1972–73   | 5      |            | 1r   |              |
| 1973–74   | 4      | Reg. Pref. | 14è  |              |
| 1974–75   | 4      | Reg. Pref. | 11è  |              |
| 1975–76   | 4      | Reg. Pref. | 7è   |              |
| 1976–77   | 4      | Reg. Pref. | 19è  |              |

- Com a SD Tarazona

| Temporada | Nivell | Divisió    | Lloc | Copa del Rei |
| --------- | ------ | ---------- | ---- | ------------ |
| 1977–78   | 5      | Reg. Pref. | 7è   |              |
| 1978–79   | 5      | Reg. Pref. | 3r   |              |
| 1979–80   | 5      | Reg. Pref. | 2n   |              |
| 1980–81   | 4      | 3a         | 9è   |              |
| 1981–82   | 4      | 3a         | 15è  |              |
| 1982–83   | 4      | 3a         | 13è  |              |
| 1983–84   | 4      | 3a         | 12è  |              |
| 1984–85   | 4      | 3a         | 18è  |              |
| 1985–86   | 5      | Reg. Pref. | 6è   |              |
| 1986–87   | 4      | 3a         | 19è  |              |
| 1987–88   | 5      | Reg. Pref. | 2n   |              |
| 1988–89   | 4      | 3a         | 14è  |              |
| 1989–90   | 4      | 3a         | 16è  |              |
| 1990–91   | 4      | 3a         | 18è  |              |
| 1991–92   | 5      | Reg. Pref. | 7è   |              |
| 1992–93   | 5      | Reg. Pref. | 1r   |              |
| 1993–94   | 4      | 3a         | 13è  |              |
| 1994–95   | 4      | 3a         | 19è  |              |
| 1995–96   | 5      | Reg. Pref. | 2n   |              |
| 1996–97   | 5      | Reg. Pref. | 13è  |              |

| Temporada | Nivell | Divisió    | Lloc | Copa del Rei |
| --------- | ------ | ---------- | ---- | ------------ |
| 1997–98   | 5      | Reg. Pref. | 17è  |              |
| 1998–99   | 6      | 1a Reg.    | 2n   |              |
| 1999–2000 | 5      | Reg. Pref. | 8è   |              |
| 2000–01   | 5      | Reg. Pref. | 6è   |              |
| 2001–02   | 5      | Reg. Pref. | 8è   |              |
| 2002–03   | 5      | Reg. Pref. | 13è  |              |
| 2003–04   | 5      | Reg. Pref. | 12è  |              |
| 2004–05   | 5      | Reg. Pref. | 10è  |              |
| 2005–06   | 5      | Reg. Pref. | 4t   |              |
| 2006–07   | 5      | Reg. Pref. | 5è   |              |
| 2007–08   | 5      | Reg. Pref. | 5è   |              |
| 2008–09   | 5      | Reg. Pref. | 4t   |              |
| 2009–10   | 5      | Reg. Pref. | 3r   |              |
| 2010–11   | 4      | 3a         | 12è  |              |
| 2011–12   | 4      | 3a         | 14è  |              |
| 2012–13   | 4      | 3a         | 8è   |              |
| 2013–14   | 4      | 3a         | 6è   |              |
| 2014–15   | 4      | 3a         | 4t   |              |
| 2015–16   | 4      | 3a         | 4t   |              |
| 2016–17   | 4      | 3a         | 2n   |              |

| Temporada | Nivell | Divisió | Lloc    | Copa del Rei  |
| --------- | ------ | ------- | ------- | ------------- |
| 2017–18   | 4      | 3a      | 4t      | Primera ronda |
| 2018–19   | 4      | 3a      | 1r      |               |
| 2019-20   | 4      | 3a      | 1r      | Primera ronda |
| 2020-21   | 3      | 2a B    | 6è / 6è |               |
| 2021–22   | 4      | 2a RFEF | 11è     |               |
| 2022–23   | 4      | 2a RFEF |         |               |

- 1 temporada a Segona Divisió B
- 2 temporades a Segona Divisió RFEF
- 21 temporades a Tercera Divisió